# Воробьёвский сельский совет (Крым)
Воробьёвский сельский совет (укр. Воробйовська сільська рада, крымскотат. Qudayğul köy şurası) — согласно законодательству Украины — административно-территориальная единица в Сакском районе Автономной Республики Крым.
Население сельсовета по переписи 2001 года — 1761 человек. Площадь — 66 км².
К 2014 году состоял из 4 сёл:
- Воробьёво
- Фурманово
- Шаумян
- Шишкино

## История
Сельский совет, как Кадайгульский, был создан, в составе Евпаторийского района, между 1926 годом, когда его ещё не было и 1940 годом, когда он уже существовал.
Указом Президиума Верховного Совета РСФСР от 21 августа 1945 года Кадайгульский сельсовет переименовали в Воробьёвский.
На 1960 год совет включал 9 сёл:

| - - Весёловка - Воробьёво - Калиновка | - - Китай - Порфирьевка - Фурманово | - - Шаумян - Шишкино - Щегловка |

В 1971 году, в связи с созданием Крымской военно-морской базы, было начато строительство посёлка Новоозёрное, включённого в состав сельсовета, а к 1977 году были упразднены Калиновка и Щегловка. В период с 1 января по 1 июня 1977 года Новоозёрное переподчинили Евпаторийскому горсовету. 5 сентября 1985 года был создан Весёловский сельский совет, куда отошла Порфирьевка. Китай упразднён в период с 1 июня 1977 года, так как на эту дату село ещё числилось в составе Воробьёвского сельсовета и 1985 годом, поскольку в списках ликвидированных после этого сёл Китая нет и совет обрёл нынешний состав.
С 12 февраля 1991 года сельсовет в восстановленной Крымской АССР, 26 февраля 1992 года переименованной в Автономную Республику Крым. С 21 марта 2014 года в составе Крыма аннексирован Россией. Законом «Об установлении границ муниципальных образований и статусе муниципальных образований в Республике Крым» от 4 июня 2014 года территория административной единицы была объявлена муниципальным образованием со статусом сельского поселения.